# Edward Bates

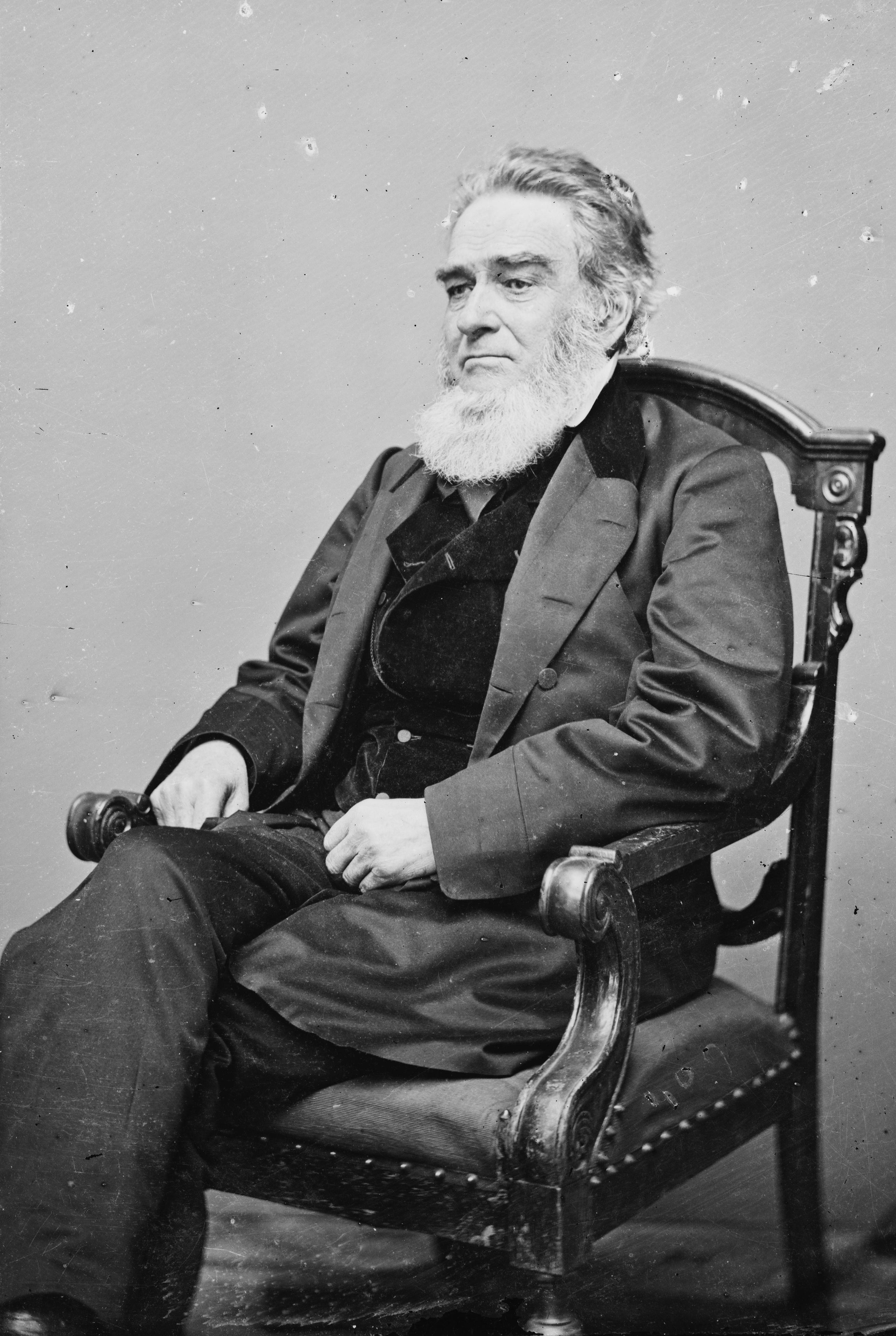
Edward Bates, circa 1860.

Edward Bates (Gochland County 4 september 1793 - Saint Louis (Missouri) 25 maart 1869) was een Amerikaanse politicus en minister van Justitie.
Bates werd geboren op een plantage in de staat Virginia en diende als vrijwilliger in het Amerikaanse leger tijdens de oorlog van 1812. In 1816 vestigde hij zich als advocaat in de stad Saint Louis. In 1826 werd hij voor de Whig Party verkozen als lid van het Huis van Afgevaardigden, waar hij zich verzette tegen de Amerikaanse bezetting van de latere staat Oregon. Hij werd echter niet herkozen en hernam zijn advocatenpraktijk. Later werd Bates een vooraanstaand van de Whig Party. President Millard Fillmore vroeg hem in 1850 als minister van Oorlog, maar Bates weigerde. In 1852 werd zijn naam genoemd als kandidaat-vicepresident. Na de verdwijning van de Whig Party stapte Bates over naar de in 1855 opgerichte Republikeinse Partij. Hij nam deel aan de nationale conventie van 1860, waar hij een van de kandidaten was voor het presidentschap. De keuze viel echter op Abraham Lincoln, die in november 1860 werd verkozen als president.
Na diens verkiezing stelde Lincoln Bates aan als minister van Justitie. Hij trad in functie op 4 maart 1861 en werd daardoor de eerste minister die afkomstig was uit een staat ten westen van de Mississippi. Aanvankelijk steunde Bates loyaal Lincolns politiek, maar al snel ontstonden er meningsverschillen over de emancipatie van de slaven. Bates wilde namelijk dat deze zou worden teruggestuurd naar een eigen kolonie in Afrika. Hij nam ontslag als minister op 30 november 1864 en werd opgevolgd door James Speed. Bates keerde terug naar Missouri waar hij overleed in 1869.
- Bibliothèque nationale de France: cb108827269 (data)
- International Standard Name Identifier: 0000 0000 3435 2793
- Library of Congress Control Number: n89125937
- National Archives and Records Administration: 10571091
- Nationale Bibliotheek van Israël: 987007359471305171
- Nederlandse Thesaurus van Auteursnamen: 072503432
- SNAC: w6t43sc7
- Biographical Directory of the United States Congress: B000231
- Virtual International Authority File: 71382905
- WorldCat: E39PBJjHhkhMJYdb97P4Cjyw4q